# تاکدا شینگن
تاکِدا شینگِن (به ژاپنی: 武田 信玄،  Takeda Shingen) با نام رسمی میناموتو هارونوبو (به ژاپنی: 源 晴信 Minamoto Harunobu) (۱ دسامبر ۱۵۲۱ – ۱۳ مهٔ ۱۵۷۳) نوزدهمین رهبر خاندان کای گنجی و شانزدهمین رهبر خاندان تاکدا در ولایت کای در قرن شانزدهم ژاپن و در اواخر دوره جنگ‌های داخلی موسوم به سنگوکو بود. شینگن به‌عنوان فرماندار ولایت کای نیز خدمت می‌کرد. ولایت کای در دوران پدر او، تاکدا نوبوتورا، به اتحاد داخلی دست پیدا کرد و شینگن پس از به ارث بردن رهبری این خاندان، حمله به ولایت همسایه، یعنی ولایت شینانو را آغاز کرد و سرانجام پس از ۱۰ سال نبرد توانست آن‌جا را به قلمروی خود الحاق کند. در این سال‌ها، نبردهای پنج‌گانه کاواناکاجیما که با اوئه‌سوگی کنشین در شمال ولایت شینانو رخ داد، شهرت بسیار دارند. شینگن خود را وقف مدیریت قلمرویش کرد و تصویب قوانین برای ولایت کای و ساخت «خاکریز شینگن» برای کنترل سیل در این راستا بودند.
همسر پسر ارشد شینگِن، تاکدا یوشینوبو، از خاندان ایماگاوا بود و از آنجا که شینگن شروع به برنامه‌ریزی برای حمله به سوروگا سرزمین خاندان ایماگاوا کرده بود، شینوبو که علیه پدرش شورش کرده بود پس از دستگیری مجبور به خودکشی شد. پس از غلبه بر خاندان ایماگاوا، شینگِن نقشه پیشروی به پایتخت آن زمان کیوتو را در سر داشت. برای این حمله نخست لازم بود از قلمروی توکوگاوا ایه‌یاسو بگذرد. او ایه‌یاسو را در نبرد میکاتاگاهارا شکست داد و وارد قلمروی او ولایت میکاوا شد، اما پس از پیروزی در این نبرد به علت بیماری درگذشت و نیروهایش مجبور به عقب‌نشینی شدند. تاکدا شینگن وصیت کرد که مرگ او را به مدت سه سال مخفی نگه دارند. آکیرا کوروساوا در فیلم کاگه‌موشا حوادث پیرامون پنهان نگه داشتن مرگ او را به تصویر کشیده است. پس از او پسرش تاکدا کاتسویوری که نسبت به پدرش از توانایی‌هایی کمتری برخوردار بود، به ریاست خاندان رسید. پس از خیانت‌های پی‌درپی ملازمان کاتسویوری، او سرانجام در آخرین نبرد خود در سال ۱۵۸۲ نبرد تنموکوزان با سپاه متحد اودا-توکوگاوا جنگید و پس از شکست، همراه با بسیاری از وابستگانش خودکشی کرد.
شینگن در منطقه‌ای فقیر با زمین‌های زراعی کم و بدون دسترسی به دریا مستقر بود؛ اما سرانجام به یکی از دایمیوهای پیشرو در ژاپن تبدیل شد. یکی از ماندگارترین ادای احترام به مهارت‌های شینگن، ادای احترام پیروزمند نهایی جنگ‌های داخلی ژاپن، نخستین شوگون از شوگون‌سالاری توکوگاوا ایه‌یاسو بود، که مشهور است که برای به دست گرفتن قدرت از نوآوری‌های دولتی و نظامی رهبر قدیمی تاکدا الگو گرفته است. به یادبود او، جشنوارهٔ شینگن هرساله در استان زادگاهش برگزار می‌شود.

## پیش‌زمینه
دوره جنگ‌های داخلی ژاپن موسوم به دوره سنگوکو طی سال‌های ۱۶۰۰–۱۴۶۷ میلادی و به مدت یک قرن و نیم به درازا کشید. در این دوره، رسم براندازی و فراتر رفتن از مافوق — که در زبان ژاپنی به آن «گکوکوجو» گفته می‌شود — رواج یافت و کسانی که از نظر مقام اجتماعی فرودست بوده اما در جنگیدن مهارت داشتند، موفق به در دست گرفتن قدرت در یک منطقه شدند. بدین ترتیب، بسیاری از شوگو‌ها یا فرمانداران محلی برکنار شده و جای خود را به دایمیوهای پرقدرت دورهٔ سنگوکو (سنگوکو-دایمیوها) دادند. دایمیوهای سنگوکو هم با برپایی جنگ، تلاش می‌کردند وسعت منطقه تحت نفوذ خود را افزایش دهند. هدف نهایی آن‌ها یکپارچه کردن ژاپن، براندازی شوگون‌سالاری آشیکاگا و نشستن برجای این خاندان بود.
پدر شینگن، تاکدا نوبوتورا از نوادگان شاهزادگان خاندان میناموتو بود که در سده‌های گذشته برای مدتی مقام شوگون را در شوگون‌سالاری کاماکورا در دست داشتند. سلسله‌های دیگر شوگون‌سالاری پس از برافتادن شوگون‌های کاماکورا، کماکان از خاندان میناموتو بودند. از این لحاظ، خاندان تاکدا و شوگون‌های آن دوران یعنی خاندان آشیکاگا و شوگون‌های دوران بعد یعنی خاندان توکوگاوا همه از یک خاندان بودند و نسب آن‌ها به شاهزادگان میناموتو می‌رسید.

## نام
شینگن پسر دوم تاکدا نوبوتورا بود و در ۱ دسامبر ۱۵۲۱ میلادی در ولایت کای زاده شد. برادر بزرگ‌تر او در کودکی درگذشت؛ از این روی با شینگن به‌عنوان پسر ارشد رفتار می‌شد. نام او ابتدا تارو بود که در ژاپن باستان نامی رایج برای کودکان پسر ارشد خانواده به حساب می‌آمد. وی در کودکی کاتسوچیو نیز خوانده می‌شد. اما نام رسمی او «میناموتو نو هارونوبو» بود. حرف کانجی «هارو» از اجزای نام آشیکاگا یوشی‌هارو، دوازدهمین شوگونِ شوگون‌سالاری آشیکاگا، برگرفته شده بود. وی در سال ۱۵۵۹ میلادی به راهبی در آیین بودایی روی آورد و نام «شینگن» را که نام یکی از رهبران بودایی بود، برای خود برگزید و به همین نام نیز شهرت یافت؛ اما ادای نذرهای دینی باعث گوشه‌نشینی و کناره‌گیری او در امور دنیوی نشد. به سبب مهارت‌های رزمی، شینگن را با لقب «ببر کای» نیز می‌شناختند. انتخاب چنین لقبی از آن جهت بود که رقیب اصلی او، اوئه‌سوگی کنشین، به «اژدهای اِچیگو» یا «ببر اِچیکو» شهرت داشت.

## اوایل زندگی و ظهور

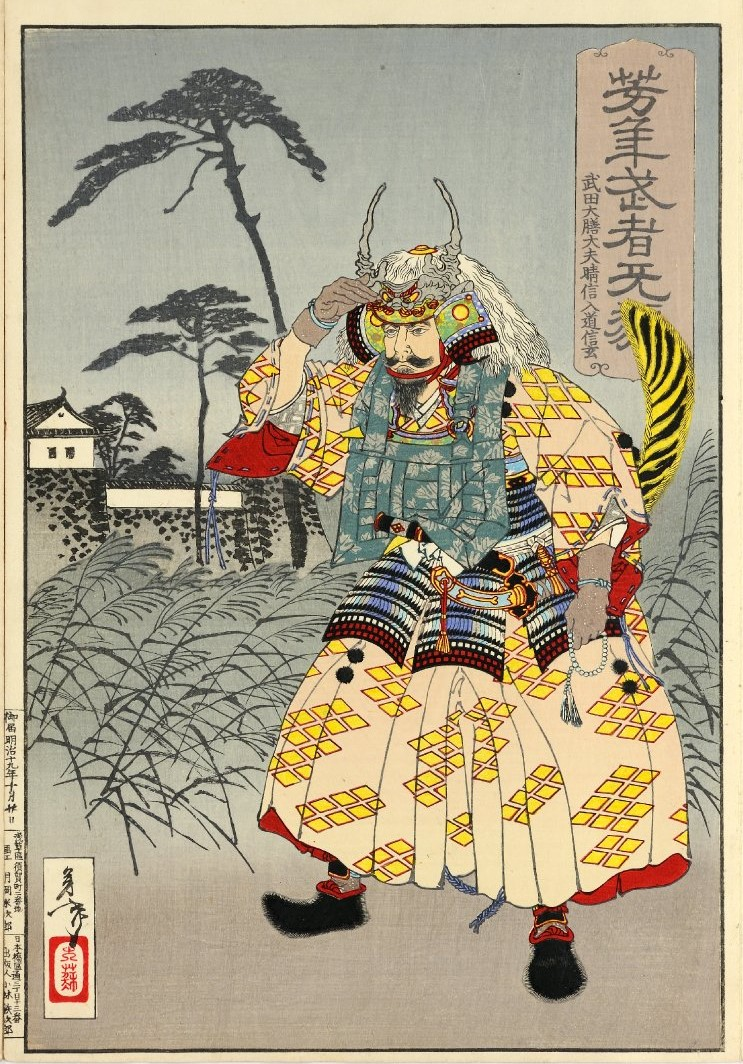
تاکدا شینگن نقاشی شده توسط تسوکی‌اوکا یوشی‌توشی

تاکدا شینگن در جوانی به پدرش، تاکدا نوبوتورا، کمک می‌کرد و در سال ۱۵۳۶ به‌عنوان عضوی بسیار ارزشمند در این خاندان شناخته می‌شد. او در سن ۱۵ سالگی، نقش مهمی در پیروزی در نبرد اون نو کوچی ایفا کرد. شینگن در زمینهٔ شعر ژاپنی و نقاشی ژاپنی نیز با استعداد بود. او به زبان چینی نیز مسلط بود و عاشق خواندن کتاب نظامی چین باستان هنر رزم بود. او در سال ۱۵۳۶ میلادی و در سن ۱۵ سالگی با دختری هم‌سن خود به نام سانجونوکاتا (زمان حیات ۱۵۷۰–۱۵۲۱ میلادی) ازدواج کرد. سانجونوکاتا دختر یکی از اشرافی‌ترین خاندان‌های کیوتو بود. خواهر کوچک‌تر سانجونوکاتا همسر اصلی هونگانجی کننیو، رهبر معبد ایشی‌یاما هونگان، بود و ازدواج خودش با فردی از خاندان‌های ولایت کوچک کای موضوعی برخلاف عرف جامعهٔ آن زمان به‌شمار می‌آمد. اولین فرزند شینگن و سانجونوکاتا دو سال پس از ازدواج آنها به دنیا آمد و تاکدا یوشینوبو نام داشت

### کودتا علیه پدر
شینگن در مقطعی از زندگی خود و پس از مراسم بلوغ، تصمیم گرفت تا علیه پدرش عصیان کند. دلیل این عصیان کاملاً مشخص نیست، اما گمان می‌رود که پدرش قصد داشته پسر دوم خود، تاکدا نوبوشیگه، را به‌جای شینگن به‌عنوان وارث معرفی کند. شینگن پدرش را به ولایت سوروگا در مرز جنوبی ولایت کای تبعید کرد تا تحت نظر خاندان ایماگاوا، به رهبری دامادش ایماگاوا یوشیموتو، در بازداشت بماند. ایماگاوا یوشیموتو که دایمیوی سوروگا بود، با کمک به این کودتای بدون خونریزی موجب اتحاد بین خاندان ایماگاوا و تاکدا شد. رسم «سرنگونی یا فراتر رفتن از مافوق» در دوره سنگوکو رواج داشت و چندان غیرمعمول نبود که قدرت‌طلبان والدین یا برادر خود را بکشند و ریاست خاندان را غصب کنند. در همین حال، تاکدا شینگن موفق شد بدون کشتن پدر یا برادر کوچکترش، ریاست خاندان را به ارث ببرد. شینگن هر سال مقدار زیادی پول برای مخارج زندگی پدرش می‌فرستاد. تاکدا نوبوتورا بیشتر از پسرش عمر کرد. برادر کوچک‌تر شینگن، تاکدا نوبوشیگه، هم از او حمایت می‌کرد و آن دو روابط خوبی داشتند. تاکدا شینگن پس از به ارث بردن ریاست خاندان درگیر جنگ شد. او برای توسعه ولایت کای که در میان کوه‌ها احاطه شده بود و زمین کشاورزی نداشت، چاره‌ای جز پیروزی در جنگ و گسترش قلمروی خود نداشت. تاکدا شینگن معتقد بود که جلب حمایت مردم سرزمین کای از طریق تصرف زمین قلمروهای دیگر، پاداش دادن به ملازمانش و ثروتمند کردن ولایت کای بسیار مهم است.

### تصرف سووا
تاکدا شینگن پس از بیرون راندن پدرش، ناحیه سووا در ولایت شینانو (اکنون استان ناگانو) را به‌عنوان اولین مقصد تهاجم خود انتخاب کرد. خواهر کوچک‌تر تاکدا شینگن با رهبر خاندان سووا، سووا یوریشیگه، ازدواج کرده بود. به همین دلیل، سووا یوریشیگه با پدر شینگن رابطه نزدیکی داشت و این خطر وجود داشت که او با شینگن دشمنی کرده و به کای حمله کند. در سال ۱۵۴۲، ارتش تاکدا پس از سقوط قلعه اوئه‌هارا، محل سکونت خاندان سووا قلعه کووابارا را محاصره کرد. او سووا یوریشیگه را فریب داد و مجبور کرد به روش سپپوکو خودکشی کند. پس از آن، او پسر خواهرش (پسر سووا یوریشیگه)، تورائومارو را به‌عنوان جانشین سووا منصوب و آن خاندان را مطیع خود کرد. از آن زمان به بعد، ناحیه سووا پایگاه حمله به ولایت شینانو شد.

#### ازدواج با سووا گوریونین
سووا گوریونین دختر سووا یوریشیگه از یکی از همسرانش به نام «اومی» بود. در حدود سال‌های ۱۵۴۵–۱۵۴۲، همسر غیراصلی شینگن شد. به همسر غیراصلی در زبان ژاپنی، سوکوشیتسو گفته می‌شود. با توجه به مطالب کویو گونکان که قوانین نظامی دو نسل یعنی تاکدا شینگن و پسرش، تاکدا کاتسویوری را شرح می‌دهد، برای خاندان تاکدا خطرناک بود که دختر رهبر خاندان سووا را که پدرش مجبور به ارتکاب سپپوکو شده بود، به همسری اعضای خاندان تاکدا درآید. به همین دلیل، ازدواج بین تاکدا شینگن و سووا گوریونین در ابتدا با مخالفت ملازمان خانواده تاکدا مواجه شد. یکی از دلایلی که سووا گوریونین به سوکوشیتسوی تاکدا شینگن تبدیل شد، این بود که شینگن می‌ترسید که شورشی علیه او در سووا، دروازه ولایت شینانو، رخ دهد. این رو می‌خواست پسری حاصل از پیوند با خاندان سووا داشته باشد تا بتواند بر آن ناحیه حکومت کند. سووا گوریونین در سال ۱۵۴۶ پسری به دنیا آورد و نامش را «سووا شیرو کاتسویوری» گذاشتند؛ ولی بعدها با نام تاکدا کاتسویوری شهرت یافت. در خاندان تاکدا مرسوم بود که حرف کانجی «نوبو» 「信」را به نام جانشین اضافه می‌کردند و در خاندان سووا از حرف کانجی «یوری» 「頼」استفاده می‌شد. به همین دلیل، «سووا شیرو کاتسویوری» در ابتدا جانشین خاندان سووا به‌شمار می‌رفت.

### پیشروی در ولایت شینانو
تهاجم به ولایت شینانو آن‌طور که تاکدا شینگن امیدوار بود، پیش نرفت. در اصل، بیش از ۳۰۰ خانواده کوچک حاکم در ولایت شینانو وجود داشتند و خانواده‌های مرکزی آن خاندان موراکامی و خاندان اوگاساوارا بودند. این دو خاندان نیز مانند خاندان تاکدا، خون یک شاخه از خاندان امپراتوری خاندان سیوا گنجی را به‌عنوان اجداد خود در رگ داشتند. برای به دست آوردن کامل ولایت شینانو، شینگن دریافت که دو خاندان موراکامی و اوگاساوارا باید نابود شوند. اما موراکامی یوشیکیو که رهبری خاندان موراکامی را در دست داشت، شجاعانه در مقابل شینگن ایستاد. او دو بار شینگن را در نبرد اوئه‌داهارا (۱۵۴۸) و محاصره قلعه توئیشی به شدت شکست داد، اما شینگن به لطف تلاش‌های شجاعانه ملازم جدیدش که سانادا یوکیتاکا نام داشت، سرانجام در سال ۱۵۵۳ در نبرد محاصره کاتسورائو پیروز شد. یوشیکیو به سختی جان خود را نجات داد و به طرف اوئه‌سوگی کنشین در ولایت اچیگو (استان نیگاتا فعلی) فرار کرد و از او کمک خواست که منجر به نبردهای کاواناکاجیما شد.

## امور داخلی

پرچم فورینکازان که بر روی آن نوشته شده، «سریع باش چون باد، خاموش همچون جنگل، در نبرد به درندگی آتش و در دفاع به استواری کوه»

تفکر شینگن از ملت‌سازی این بود که «مردم قلعه هستند، مردم دیوارهای سنگی هستند، مردم «خندق» هستند و تمام کشور یک قلعه است». او معتقد بود که اتحاد و یکپارچگی مردم واقعاً با ناهمواری کوه‌ها و رودخانه‌ها قابل مقایسه است. در واقع او در طول زندگی خود هرگز به دشمنانش اجازه نداد پا به سرزمین کای بگذارند.

### سیستم مالیات
بلافاصله پس از این که تاکدا شینگن ریاست خاندان را عهده‌دار شد، یک سیستم مالیاتی جدید ایجاد کرد. شوگون‌سالاری آشیکاگا مأموران مستقر در مناطق مختلف داشت که شوگو نامیده می‌شدند. در اصل، شوگو فقط یک مقام منصوب از طرف دولت مرکزی بود. با این حال، با تضعیف دولت مرکزی، شوگوها در نیمه اول دوره موروماچی به قدرت رسیدند و شروع به حکومت مؤثر بر منطقه کردند و شوگو-دایمیو نامیده می‌شدند. در نیمه دوم دوره موروماچی قدرت شوگو-دایمیوها کم شد و سنگوکو-دایمیوها موقعیت آنها را غصب کردند. روی کار آمدن سنگوکو-دایمیوها بر بار مالیاتی کشاورزان افزود. کشاورزان نه‌تنها خراج سالیانه به شوگون می‌پرداختند، بلکه مجبور بودند به سنگوکو-دایمیوها نیز مالیات پرداخت کنند. به این ترتیب، در دوره سنگوکو یا جنگ‌های داخلی، سیستم اجتماعی فروپاشید. در واقع پرداخت مالیات به شوگون و دربار امپراتوری در عمل انجام نمی‌شد بلکه افراد قدرتمند و اربابان فئودالی در جاهای مختلف به‌طور مستقل مالیات می‌گرفتند.
دو نگرانی عمده اقتصادی در قلمروی ولایت کای در نقطه شروع حکمرانی شینگن وجود داشت. یکی از آنها، بی‌کیفیتی زمین‌های کشاورزی کای بود. کای از سیل‌های مکرر رنج می‌برد و به سختی می‌توان زمین کشاورزی این ولایت را بارور نامید. عامل ناراحت‌کننده دیگر این بود که قلمروی اصلی شینگن در کوهستان بود و رو به دریا نبود، بنابراین تجارت و بازرگانی در آنجا رونق نداشت. چون ولایت شینگن این دو نقص را داشت، نمی‌توانست به رشد اقتصادی دست یابد. شینگن راه خروجی را در «پروژه‌های مهندسی عمران» و «افزایش مالیات» پیدا کرد. شینگن اغلب مالیات‌ها را افزایش می‌داد تا بتواند هزینه جنگ‌ها را تأمین کند. شینگن یک ستون نظام مالیاتی تأسیس کرد که هر ساله مقدار مشخصی از درآمد مالیاتی را بدون توجه به وضعیت محصولات کشاورزی برای حکومت خود تضمین می‌کرد و کشاورزان حتی اگر محصولات خوبی نداشتند، هر سال باید مالیات ثابت پرداخت می‌کردند. در نتیجه، فشار مالیاتی سنگینی بر دوش مردم بود و بسیاری از مردم از قلمرو کای گریختند.
سیاست مالیاتی شینگن دقیقاً برعکس سیاست‌های رقیب او اودا نوبوناگا بود. برخلاف سیاست‌های مالیاتی شینگن، اودا نوبوناگا عقیده داشت «نباید مالیات‌های سنگین غیر از مالیات سالانه بر کشاورزان اعمال شود». مواردی وجود داشت که نوبوناگا نیز مالیات را بر کشاورزان تحمیل کرد، اما مقدار آن بسیار کمتر از شینگن بود. نوبوناگا تا آنجا که ممکن بود بار مالیاتی را از دوش مردم مناطقی که بر آن سلطه داشت، کم کرد. سیاست مالیاتی شینگن به این دلیل نبود که او به اندازه نوبوناگا آگاه و دانا نبود، بلکه به دلیل نقصان مالی عظیم شینگن نسبت به ثروت نوبوناگا بود.

### مقابله با سیل
شینگن دارای اطلاعات و قدرت نظامی عالی بود و از ۷۲ نبردی که در طول عمرش انجام داد، تنها سه بار شکست خورد. توانایی او تنها به امور نظامی محدود نمی‌شد، بلکه مهارت‌های عالی خود را در پروژه‌های کنترل سیل نیز نشان داد. خاکریزی که شینگن روی آن کار کرد هنوز هم به‌عنوان «خاکریز شینگن» شناخته می‌شود و حتی پس از گذشت تقریباً ۴۵۰ سال هنوز مورد استفاده قرار می‌گیرد.
حوضه کوفو، که در داخل ولایتی که به شینگن تعلق داشت امتداد دارد، یک مخروط آبرفتی است که رودخانه‌های متعددی از آن می‌گذرند و در نهایت به رود فوجی، یکی از سه رود اصلی ژاپن می‌پیوندند. در آن زمان، هنگامی که باران شدید می‌بارید، نهرهای گل آلود از کوه‌های اطراف که بیش از ۳۰۰۰ متر ارتفاع داشتند به داخل ولایت کای سرازیر و اغلب باعث سیل‌های بزرگ می‌شدند. از آنجا که این قلمرو به‌طور مکرر تحت تأثیر سیل قرار می‌گرفت، تنها مقدار کمی زمین برای کشت محصولات در دسترس بود و مردم کای به همین علت زندگی بسیار دشواری داشتند.
شینگن معتقد بود که حفاظت از زمین در برابر خسارت سیل، اولویت اول برای تبدیل کردن کای به یک کشور ثروتمند است؛ بنابراین یک پروژه بزرگ ساخت‌وساز را جهت کنترل سیل آغاز کرد که در سال ۱۵۴۱ شروع شد و تا سال ۱۵۶۰ ادامه داشت. به لطف خاکریز شینگن، مردم کای بدون نگرانی از سیل توانستند به کشت زمین بپردازند. علاوه بر این، شینگن در ناحیه‌ای که بیش از هر جای دیگر دچار سیل می‌شد، مردم را از پرداخت مالیات معاف کرد و به آنها دستور داد که در ازای آن خاکریزها را حفظ و نگهداری کنند.

### نوشتن قانون
قوانین برای ولایت کای، یک بخش از قوانین ولایت کای بود که توسط تاکدا شینگن در سال ۱۵۴۷ برای کنترل ملازمان و کنترل مناطق نوشته شد. بزرگ‌ترین ویژگی این قوانین این است که با اربابان و ملازمان، صرف نظر از این که چه کسی هستند، به‌طور یکسان رفتار می‌شود. به عبارت دیگر، اگر هر کس در هر مقامی از قوانین تعیین‌شده سرپیچی می‌کرد، حتی خود تاکدا شینگن نیز مشمول مجازات می‌شد. جلد اول قوانین برای ولایت کای در مورد قوانین نظامی، اداری و قضایی و جلد دوم در مورد اخلاق، هنرهای رزمی، تاکتیک‌ها و آداب است.

### بازسازی منابع انسانی
ملازمان اولیه شینگن را کسانی تشکیل می‌دادند که به پدرش نوبوتورا خدمت کرده بودند. اگرچه نوبوتورا به‌عنوان یک ظالم شهرت داشت، اما او فردی بود که ولایت کای و خاندان تاکدا را متحد کرد و ملازمان با استعداد بسیاری داشت. با این حال، او نتوانست از نیروی انسانی ارزشمند خود به خوبی استفاده کند؛ زیرا با خانواده‌های رعیت خود که با او مخالف بودند ظالمانه رفتار می‌کرد و آنها را از بین می‌برد. شینگن تلاش کرد تا به این خاندان‌ها توجه کند. از میان برجسته‌ترین ملازمانی که شینگن استخدام کرده بود، بیست و چهار ژنرال تاکدا شینگن شهرت دارند. چهار پادشاه آسمانی تاکدا نیز افرادی بودند که شینگن به‌عنوان جانشین خود منصوب کرده بود. شینگن علاوه بر بازسازی منابع انسانی سنتی، سازمان جدیدی ایجاد کرد. این سازمان یک واحد اطلاعاتی بود. مدت کوتاهی پس از تبدیل شدن به رئیس خاندان، شینگن ۷۰ نینجا/سوپّا را به خدمت گرفت. آنها فعالیت‌هایی مانند آماده‌سازی برای حمله را انجام می‌دادند.
شینگن بعداً این ایده را توسعه داد و یک گروه مخفی به نام میتسومونو را برای ایجاد یک شبکه اطلاعاتی قدرتمندتر سازماندهی کرد.

## نبردهای کاواناکاجیما

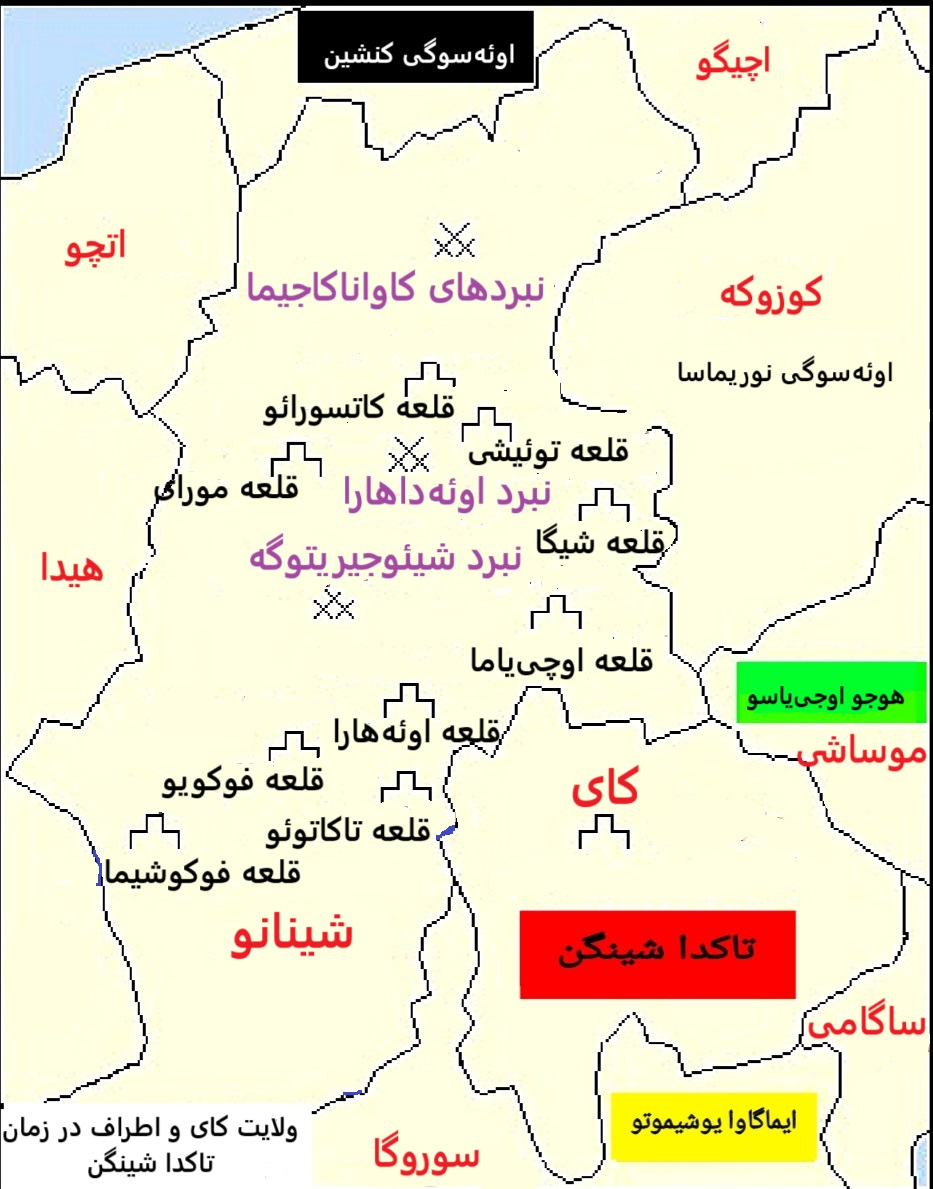
ولایت کای در زمان تاکدا شینگن. شینگن در پایان عمر، علاوه بر ولایت کای که قلمروی سنتی او بود و تمامی ولایت شینانو و ولایت سوروگا و بخش غربی کوزوکه که بعداً به قلمرو خود افزود، توانست بخش‌هایی از ولایت‌های توتومی، میکاوا، مینو و هیدا را نیز در اختیار بگیرد.

تئوری‌های مختلفی در مورد علت وقوع نبرد کاواناکاجیما وجود دارد، اما مهم‌ترین نکته این است که کاواناکاجیما مکانی است که رود سای و رود شینانو به هم می‌رسند، و حمل و نقل آبی بین ولایت اچیگو و شینانو در این مکان به یکدیگر متصل می‌شود. از آنجا که زمین کاواناکاجیما حاصلخیز بود، نبردهای زیادی از دوره کاماکورا در مورد تسلط بر آن درگرفته بود. تاکدا شینگن و اوئه‌سوگی کنشین نیز برای مدت طولانی بر سر این سرزمین جنگیدند.
کنشین از ولایت اچیگو، به «خدای جنگ» و «ببر اچیگو» نیز معروف بود، یک نابغه جنگی که نه تنها ولایت اچیگو را متحد کرد، بلکه قدرت خود را در امور داخلی نیز به کار انداخت و ولایت را آباد کرد. او بسیار وفادار بود و بارها در پاسخ به درخواست‌های کمک از ولایت‌های دوست دیگر، سرباز برای آنها فرستاد. پیش از آغاز این نبردها نیز موراکامی یوشیکیو و خاندان‌های قدرتمند شینانو شمالی که سرزمین خود را در جنگ با شینگن از دست داده بودند، از کنشین درخواست کمک کرده بودند. در نتیجه، دو جنگ‌سالار قوی از دوره سنگوکو وارد نبرد در منطقه شمالی شینانو شدند. به‌طور کلی اعتقاد بر این است که پنج نبرد وجود داشته است، برخی از محققان ادعا می‌کنند که فقط دو جنگ بوده است. این پرسش که چه کسی در نبردهای کاواناکاجیما پیروز شد، مدت‌ها مورد بحث بوده است، اما هیچ نتیجه‌ای به دست نیامده است. به‌طور تقریبی، تعداد کشته‌شدگان ارتش تاکدا ۴۰۰۰ نفر بود و فرماندهان نظامی مشهور مانند تاکتیک‌دان یاماموتو کانسوکه و برادر کوچک‌تر شینگن و معاون او تاکدا نوبوشیگه در این نبرد جان باختند، اما ارتش کنشین ۳۰۰۰ کشته داشت و هیچ فرمانده نظامی‌ای کشته نشد. از نظر تعداد تلفات می‌توان گفت که ارتش کنشین پیروز شد، اما ارتش کنشین در نبرد چهارم عقب‌نشینی کرد و این ارتش تاکدا بود که کنترل زمین را در شمال شینانو به دست آورد که یک پیروزی به‌شمار می‌رود.

### اتحاد سه‌گانه کای-ساگامی-سوروگا
در سال ۱۵۵۴، اتحاد سه‌گانه کای-ساگامی-سوروگا بین سه ولایت منعقد شد. برای اطمینان از پایبندی به این اتحاد ازدواج‌هایی بین سه خاندان تاکدا-هوجوی اخیر-ایماگاوا انجام گرفت که در آن فرزندان سران خاندان‌ها، تاکدا شینگن، هوجو اوجی‌یاسو و ایماگاوا یوشیموتو با یکدیگر ازدواج کردند.
- تنبون ۲۱ (۱۵۵۲): ریشو-این، دختر ایماگاوا یوشیموتو، همسر اصلی تاکدا یوشینوبو، پسر تاکدا شینگن شد.
- تنبون ۲۲ (۱۵۵۳): دختر تاکدا شینگن، اوبا-این، همسر اصلی هوجو اوجیماسا، پسر هوجو اوجی‌یاسو شد.
- تنبون ۲۳ (۱۵۵۴): دختر هوجو اوجی‌یاسو، هایاکاوا دونو، همسر اصلی ایماگاوا اوجیزانه، پسر ایماگاوا یوشیموتو شد.[۲۴]

### آغاز قدرت‌گیری اودا نوبوناگا
نوبوناگا در ۱۵۶۰ طی نبرد اوکه‌هازاما، حملهٔ ایماگاوا یوشیموتو را دفع کرد و او را شکست داد. نوبوناگا با این پیروزی ناگهان در سراسر ژاپن به شهرت رسید. پیروزی او از این جهت غیرمنتظره بود که ایماگاوا یوشیموتو دایمیوی بزرگی بود که بر ولایت‌های سوروگا، توتومی و میکاوا فرمان می‌راند، اما منطقهٔ زیر سلطهٔ نوبوناگا تنها ولایت اُواری بود. پس از مرگ یوشیموتو پسرش ایماگاوا اوجیزانه جانشین وی شد، اما ایماگاوا اوجیزانه توانایی‌های پدرش را نداشت.

## لشکرکشی به ولایت کوزوکه
در سال ۱۵۶۵ شینگن قلعه کوراگانو و قلعه مینووا در ولایت کوزوکه را تصرف کرد. در سال ۱۵۷۱، اوئه‌سوگی کنشین تا ولایت کوزوکه پیشروی کرده بود و به قلعه مائه‌باشی شینگن، حمله کرد. هر دو لشکر در نبرد تونه‌گاوا با یکدیگر جنگیدند، اما در نهایت پس از یک مبارزه به نبرد خاتمه دادند.

## حادثه یوشینوبو
اودا نوبوناگا با خاندان سایتو در ولایت مینو در حال جنگ بود و در آن زمان از نظر سیاسی، ایجاد روابط دوستانه با شینگن که در حال پیشروی به سمت غرب بود را به نفع خود می‌دانست. از طرف دیگر، شینگن نیز نفع خود چنین تشخیص داد که از حمایت خاندان ایماگاوا که نشانه‌هایی از انحطاط را نشان می‌داد دست بکشد و به این گمان بود که همکاری با خاندان اودا که به سرعت در حال پیشرفت بود، برای او سودمند خواهد بود. به این ترتیب، او برای حمله به سرزمین خاندان ایماگاوا یعنی ولایت سوروگا شروع به برنامه‌ریزی کرد. این امر باعث اختلاف با پسر بزرگش یوشینوبو که داماد خاندان ایماگاوا بود، شد.
در اکتبر ۱۵۶۵، یوشینوبو پسر ارشد شینگن، با اوبو توراماسا (یکی از بیست و چهار ژنرال تاکدا شینگن) و دیگران برای برنامه‌ریزی شورشی علیه شینگن توطئه کردند. با این حال، این طرح از طریق یک خبر از برادر کوچکتر توراماسا، یاماگاتا ماساکاگه (یکی از بیست و چهار ژنرال تاکدا شینگن) به اطلاع شینگن رسید. پس از این حادثه، به توراماسا دستور داده شد که سپپوکو انجام دهد. یوشینوبو نیز در معبد توکو (امروزه کوفو، یاماناشی، استان یاماناشی) زندانی شد. در سپتامبر ۱۵۶۵، ازدواج بین تاکدا کاتسویوری برادر ناتنی یوشینوبو و دختر خوانده اودا نوبوناگا قطعی شد. از آنجا که نوبوناگا کسی بود که پدر همسر یوشینوبو، ایماگاوا یوشیموتو را کشته بود، یوشینوبو به شدت از این ازدواج ناخشنود بود. یوشینوبو احتمالاً نگران بوده است؛ زیرا این احتمال وجود داشت که برادرش تاکدا کاتسویوری به جای او رهبر خاندان تاکدا شود. در نوامبر، یک ماه پس از شورش یوشینوبو، مراسم ازدواج کاتسویوری در قلعه تاکاتوئو برگزار شد. وقایع منجر به مرگ پسر شینگن به روشنی مشخص نشده است اما ممکن است که دو سال بعد از دستگیری، در ۱۷ اکتبر ۱۵۶۷، یوشینوبو به دستور پدرش در سن ۳۰ سالگی خودکشی کرده باشد. پس از مرگ یوشینوبو، همسر او که از خاندان ایماگاوا و زنی به نام ریشو-این بود، به این خاندان بازگردانده شد. به این ترتیب، خاندان تاکدا از اتحاد و پیوند با خاندان ایماگاوا دست کشید و خاندان ایماگاوا، که از قبل ضعیف شده بود، وضعیت دشوارتری پیدا کرد.

## حمله به قلمرو خاندان ایماگاوا

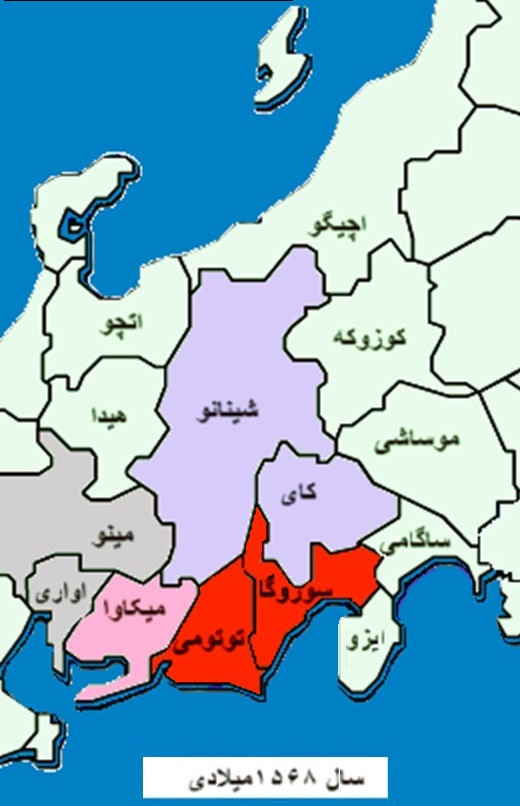
نقشه ولایت‌های دوگانه خاندان ایماگاوا در سال ۱۵۶۸، شامل، ولایت سوروگا و ولایت توتومی به رنگ قرمز، ولایت میکاوا به رنگ صورتی در سال ۱۵۴۹ توسط خاندان ایماگاوا تصرف شده بود اما پس از مرگ ایماگاوا یوشیموتو (۱۵۶۰) توسط توکوگاوا ایه‌یاسو از خاندان ایماگاوا بازپس گرفته شد.

خاندان ایماگاوا پس از بازپس‌گیری میکاوا توسط توکوگاوا ایه‌یاسو بر دو ولایت توتومی و سوروگا تسلط داشتند. با مرگ یا کشته شدن پسر شینگن، یوشینوبو رهبر خاندان ایماگاوا، ایماگاوا اوجیزانه بیش از پیش به فکر انحلال اتحاد با خاندان تاکدا افتاد و بیش از پیش به خاندان هوجوی اخیر تکیه کرد. در سال ۱۵۶۷، ایماگاوا اوجیزانه و اوئه‌سوگی کنشین مذاکراتی را برای انعقاد یک توافق مخفی آغاز کردند؛ این در حالی بود که بین خاندان اوئه‌سوگی و خاندان تاکدا دشمنی عمیق وجود داشت. توافق محرمانه بین اوجیزانه و کنشین بلافاصله به شینگن ابلاغ شد و بهانه‌ای برای حمله به سوروگا توسط او شد. زمانی که شینگن به سوروگا حمله کرد، حضور خاندان هوجوی اخیر که از طریق ازدواج با خاندان ایماگاوا ارتباط داشتند، مانع و مزاحم حمله بود؛ بنابراین، شینگن با واسطه اودا نوبوناگا تلاش کرد تا همکاری توکوگاوا ایه‌یاسو، متحد نوبوناگا را به دست آورد؛ بنابراین، در دسامبر ۱۵۶۸، شینگن یک معاهده صلح با نوبوناگا و ایه‌یاسو منعقد کرد و عملیات حمله به قلمرو ایماگاوا شروع شد.
در سال ۱۵۶۸ تاکدا شینگن و توکوگاوا ایه‌یاسو که فرصت را مناسب دیدند، پیمان اتحادی بستند با این هدف که قلمرو ایماگاوا را تسخیر و بین خودشان تقسیم کنند. نیروهای ایه‌یاسو ولایت توتومی را تصرف کردند. این درحالی بود که نیروهای شینگن پیش از آن ولایت سوروگا (که شامل پایتخت ایماگاوا یعنی سونپو بود) را اشغال کرده بودند. ایماگاوا اوجیزانه توانسته بود قبل از حمله از محل بگریزد و در قلعه‌ای پناه گیرد. این قلعه چندین ماه در مقابل حملات ایه‌یاسو مقاومت کرد، ولی سرانجام سقوط کرده و اوجیزانه به اسارت ایه‌یاسو درآمد. ایه‌یاسو که در نوجوانی سال‌ها گروگان خاندان ایماگاوا بود، از کشتن او صرف‌نظر کرد و او را به خاندان هوجوی اخیر که از اقوام همسر اوجیزانه بودند، تحویل داد.

## وضعیت پایتخت
در کیوتو قدرت اصلی در دست خاندان میوشی و رهبر آن میوشی ناگایوشی از اهالی ولایت آوا بود. وی به هدف متحد کردن ژاپن رژیم میوشی (زمان قدرت از سال ۱۵۴۹ تا سال ۱۵۶۸) را به وجود آورده بود. ناگایوشی به قدری قدرت گرفته بود که توانست ۱۰ ولایت را تصرف کند و اکثر این ولایت‌ها در اطراف پایتخت قرار داشتند. این در حالی بود که دایمیوی پرقدرتی مانند تاکدا شینگن در همان زمان تنها صاحب دو ولایت بود. ناگایوشی توانسته بود شوگون سیزدهم آشیکاگا یوشی‌ترو را دست‌نشاندهٔ خود کند. پس از مرگ ناگایوشی در سال ۱۵۶۴، خاندان میوشی رهبری میوشی یوشیتسوگو پسرخواندهٔ وی را پذیرفت. با این حال، از آنجا که یوشیتسوگو جوان بود، امور خاندان، توسط سه نفر که به سه ژنرال میوشی شهرت دارند، اداره می‌شد.
شوگون سیزدهم، آشیکاگا یوشی‌ترو، که آلت دست میوشی ناگایوشی شده بود، پس از مرگ وی فرصت را مناسب دید و به تقویت قدرت شوگون‌سالاری پرداخت. وی با تاکدا شینگن، اوئه‌سوگی کنشین و سایر دایمیوها به‌طور پنهانی تماس برقرار کرد و از آن‌ها خواست که به پایتخت بیایند. سه ژنرال میوشی چنین اقداماتی را خطرناک یافتند و در روز ۱۹ مه ۱۵۶۵ کودتایی را ترتیب داده و یوشی‌ترو را در محل اقامتش به قتل رساندند. سه سال بعد از این واقعه در سال ۱۵۶۸ خاندان میوشی پسرعموی شوگون سیزدهم به نام آشیکاگا یوشی‌هیده را به‌عنوان شوگون چهاردهم به منصب رساندند.
در ۱۵۶۸ میلادی، برادر کوچکتر شوگون سیزدهم، آشیکاگا یوشی‌آکی پس از آنکه درخواست کمکش توسط دیگر دایمیوها رد شد، از نوبوناگا درخواست کرد که به کیوتو لشکرکشی کند. یوشی‌آکی می‌خواست که انتقام خون برادرش را از قاتلان وی و همچنین شوگون چهاردهم آشیکاگا یوشی‌هیده که در کشتن او همکار کرده بود، بگیرد. نوبوناگا توافق کرد که یوشی‌آکی را به‌عنوان شوگون جدید منصوب کند تا بتواند از این فرصت برای ورود به کیوتو، استفاده کند.
نوبوناگا به کیوتو رسید و خاندان میوشی را از آن شهر اخراج کرد. وی یوشی‌آکی را به‌عنوان شوگون پانزدهم به منصب رساند. نوبوناگا منصب معاون شوگون (کانری) را که از طرف شوگون پانزدهم به وی پیشنهاد شده بود، نپذیرفت و پس از مدتی شروع به محدود کردن قدرت شوگون کرد.

### برقراری دوباره اتحاد تاکدا و هوجو
در سال ۱۵۶۹، خاندان هوجوی اخیر با اوئه‌سوگی کنشین اتحاد اتسوسو تشکیل داد تا بر قلمرو تاکدا فشار بیاورد. در اکتبر ۱۵۷۱، هوجو اوجی‌یاسو، که با شینگن درگیر شده بود، درگذشت و پسرش هوجو اوجیماسا (تولد ۱۵۳۸–مرگ ۱۵۹۰) که داماد شینگن بود، به ریاست خاندان هوجوی اخیر رسید. از آنجا که خاندان هوجو اتحاد با خاندان اوئه‌سوگی را به سودمند نمی‌دید، رهبر خاندان، اوجیماسا در هنگام شروع رهبری‌اش تمایل یافت که دوباره با شینگن اتحاد برقرار کند. در پس گفتگوهای پنهانی و در سال ۱۵۷۱ دوباره  اتحاد بین دو خاندان تاکدا و هوجو برقرار شد.

## پیشروی به سوی پایتخت
در ۱۵۶۸ سر تقسیم قدرت در ولایت‌های تازه متصرف‌شدهٔ توتومی و سوروگا مابین شینگن و ایه‌یاسو و نوبوناگا اختلاف بروز کرد و رابطه شینگن با این دو رو به تیرگی گذاشت. معبد انریاکو در کوه هیئی قدرت خود را از طریق نیروی نظامی گسترش داده بود و به چیزی شبیه به یک کشور مستقل تبدیل شده بود و تأثیر زیادی بر سیاست گذاشت. هنگامی که خواسته‌های آنها برآورده نمی‌شد، این معابد و زیارتگاه‌ها با فرستادن مؤمنان مسلح، راهبان و سربازان با استفاده از «تهمت» برای برآورده شدن خواسته خود به مقام‌های سیاسی فشار وارد می‌کردند. در همین زمان اودا نوبوناگا قصد داشت که ژاپن را با استفاده از زور متحد کند.
تاکدا شینگن یک بودایی مؤمن بود و درگیری نوبوناگا با بوداییان و واقعهٔ آتش زدن کوه هیئی موجب خشم او شد. در نتیجه، شینگن آماده حمله به نوبوناگا و متحدش ایه‌یاسو شد. بدین ترتیب تنها یک متحد یعنی ایه‌یاسو برای نوبوناگا باقی ماند و تمامی ولایت‌های اطراف به صف دشمنان وی پیوستند. در ۱۵۷۲ نوبوناگا با خاندان اوئه‌سوگی که در حال جنگ با شینگن بود، پیمان اتحاد بست.
در اکتبر ۱۵۷۱، شینگن که اکنون متحد خاندان هوجوی اخیر شده بود، تصمیم گرفت به پایتخت، مقر نوبوناگا، حمله کند. برای این حمله نخست لازم بود از قلمروی ایه‌یاسو بگذرد. به همین جهت، شینگن به قلمروی ایه‌یاسو در ولایت توتومی حمله برد. ایه‌یاسو از نوبوناگا درخواست کمک کرد و او نیز ۳۰۰۰ سرباز برایش فرستاد. در اوایل ۱۵۷۳ نبرد میکاتاگاهارا میان دو ارتش درگرفت و ارتش تاکدا تحت رهبری زیرکانه شینگن، نیروهای ایه‌یاسو را در هم کوبید. این بزرگ‌ترین شکست جنگی در زندگی ایه‌یاسو بود.

## مرگ

قلمروی حکمرانی دایمیوهای دوره سنگوکو در سال ۱۵۷۰ میلادی:

در سال ۱۵۷۳، او قلعه نودا، (واقع در استان آیچی امروزی)، یک مکان کلیدی در شرق ولایت میکاوا را تصرف کرد. ولایت اُواری (استان آیچی غربی امروزی)، پایگاه اصلی اودا نوبوناگا نیز در نزدیکی همین مکان بود. با این حال، پیشروی خاندان تاکدا در همین‌جا به پایان رسید. پس از سقوط قلعه نودا، بیماری مزمن تاکدا شینگن بدتر شد. سرانجام ارتش تاکدا تصمیم گرفت به کای عقب‌نشینی کند. در آوریل ۱۵۷۳، تاکدا شینگن که از بیماری خود بهبود نیافته بود در سن ۵۲ سالگی در راه بازگشت به کای درگذشت. نظریه‌های مختلفی در مورد علت مرگ تاکدا شینگن وجود دارد. طبق نامه‌ای که از پزشک سامورایی او برجا مانده است، به نظر می‌رسد که او هر بار که نفس می‌کشید رنج می‌برده و خون استفراغ می‌کرده، بنابراین ممکن است سل ریوی داشته است. با این حال، بسته به تفسیر، می‌تواند نشانه سرطان معده نیز باشد. پزشک سامورایی شینگن همچنین گفت که شکم شینگن به‌طور غیرطبیعی متورم بوده و تصور می‌شود که این ممکن است به دلیل عفونت انگلی بومی ژاپنی باشد. به هر حال نظریه بیمار بودن او قوی است.
نظریه تیر خوردن شینگن نیز وجود دارد؛ هرچند هیچ گزارش تاریخی اولیه معتبری وجود ندارد که شینگن مورد اصابت گلولهٔ تفنگ قرار گرفته باشد. بر طبق این نظریه گرچه تسلیم قلعه نودا قریب‌الوقوع بود، شینگن وقتی به قلعه نزدیک شد حفاظت و امنیت خود را نادیده گرفت و یک تک‌تیرانداز به او شلیک کرد. بر طبق این نظریه که زمانی که قلعه نودا توسط ارتش تاکدا محاصره شده بود، نوازنده چیره‌دستی هر شب به بالای برجک قلعه می‌رفت و فلوت می‌نواخت. گفته می‌شود ژنرال‌های مختلف در دو طرف جبهه صدای فلوت این استاد را می‌شنیدند و عمیقاً تحت تأثیر قرار می‌گرفتند. یک روز تک‌تیراندازی تفنگ خود را تجهیز کرد و تا شب منتظر ماند. در هنگام تاریکی شب، او توانست تاکدا شینگن را هنگام گوش دادن به آهنگ فلوت مورد اصابت گلوله قرار دهد. به دلیل این آسیب، ارتش تاکدا مجبور به بازگشت به کای شد و شینگن در راه بازگشت جان باخت. آکیرا کوروساوا در فیلم کاگه‌موشا این نظریه را به تصویر کشیده است.
تاکدا شینگن وصیت کرد که مرگ او را به مدت سه سال مخفی نگه دارند، اما مرگ او توسط جاسوسان به بیرون درز کرد. اودا نوبوناگا بیش از هر کس دیگری از این که تهدید تاکدا شینگن از بین رفته بود، راحت شد. در تابستان همان سال، اودا نوبوناگا، شوگون پانزدهم آشیکاگا یوشی‌آکی را از پایتخت اخراج کرد و شوگون‌سالاری آشیکاگا به این ترتیب سقوط کرد.
تاکدا شینگن در شهر کوفو در معبد تاکدا، سوزانده شد و بقایای او به مدت سه سال — طبق وصیت او — قبل از اینکه مرگش برای رقبایش فاش شود، مخفیانه دفن شد. سایر مقبره‌های اختصاص‌داده‌شده به شینگن در سراسر کشور شامل ارین-جی و ریون جی در یاماناشی، دریاچه سووا در استان ناگانو، معبد میوشین در کیوتو، چوگاکو-جی در استان نارا، معبد فوکودن-جی در استان آیچی و کوه کویا در استان واکایاما است.

## نابودی خاندان تاکدا

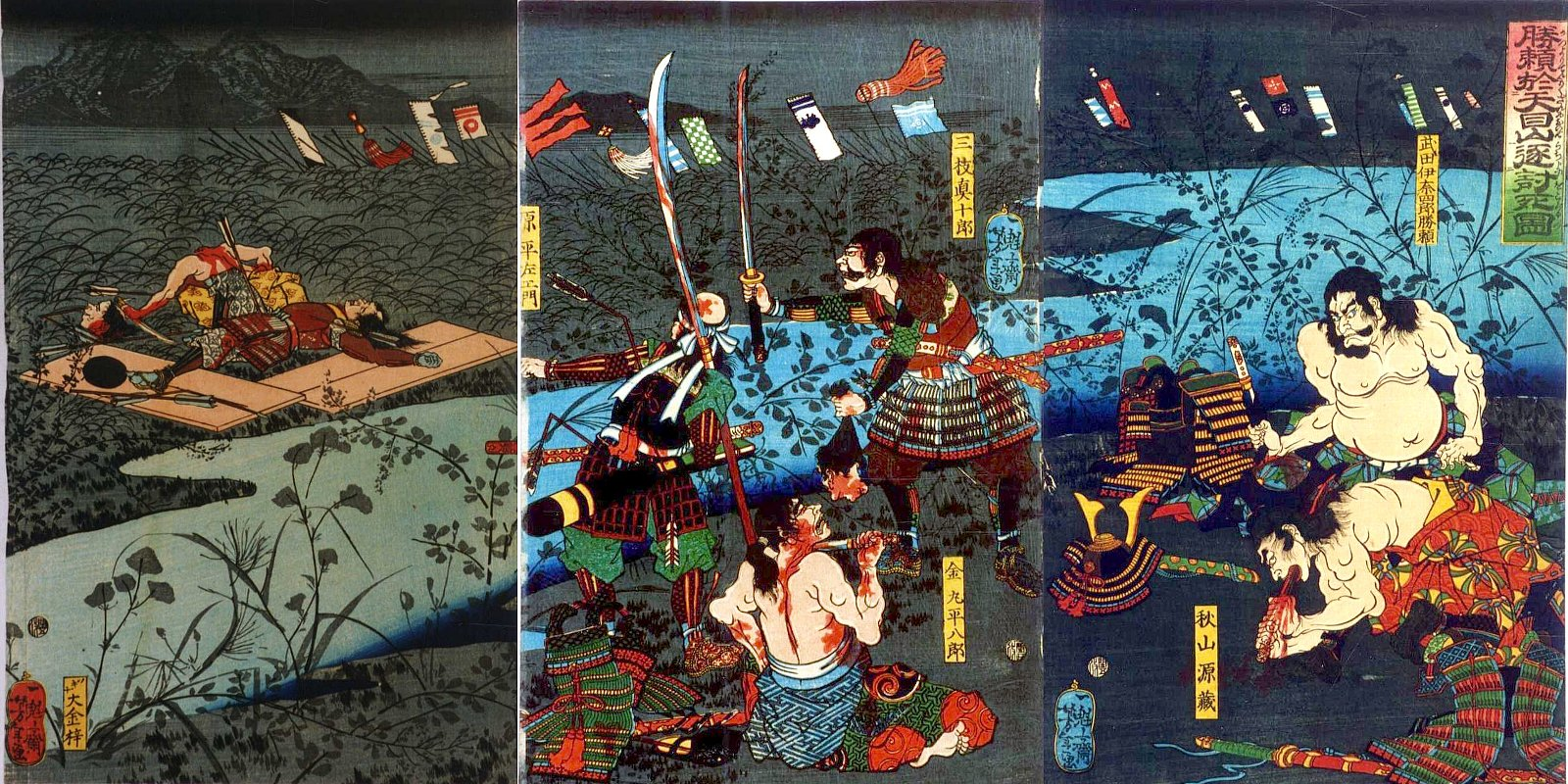
کاتسویوری و ملازمانش پس از تسخیر تاکدا خودکشی می‌کنند (تصویرگر تسوکی‌اوکا یوشی‌توشی)

### نبرد ناگاشینو
در سال ۱۵۷۳، شینگن درگذشت و رهبری خاندان تاکدا به پسرش کاتسویوری به ارث رسید. کاتسویوری در ابتدا قوی بود، اما در نبرد ناگاشینو در سال ۱۵۷۵، ارتش تاکدا شکست سختی را از نیروهای ترکیبی اودا و توکوگاوا متحمل شد و مسیر انقراض آغاز شد. در نتیجه این شکست، سه نفر از چهار پادشاه آسمانی تاکدا، از جمله نایتو ماساتویو، یاماگاتا ماساکاگه و بابا نوبوهارو و بسیاری دیگر که جزو بیست و چهار ژنرال تاکدا بودند، کشته شدند.

### تسخیر تاکدا
در ۷ مارس ۱۵۸۲، ارتش اودا وارد سرزمین کای شد و در آن اردو زد. سپس پسر ارشد نوبوناگا، اودا نوبوتادا خانواده، بستگان و ملازمان ارشد تاکدا کاتسویوری را پیدا کرد و همه آنها را در همان ماه اعدام کرد. پس از خیانت‌های پی در پی ملازمان کاتسویوری، او سرانجام در آخرین نبرد خود نبرد تنموکوزان با سپاه متحد اودا-توکوگاوا جنگید و پس از شکست در ۳ آوریل ۱۵۸۲، همراه با پسر تاکدا نوبوکاتسو، همسر هوجوفوجین و بسیاری از ملازمانش خودکشی کرد.

## میراث
بنا بر گزارش‌ها، پس از مرگ تاکدا شینگن، اوئه‌سوگی کنشین به خاطر از دست دادن یکی از قوی‌ترین و مورد احترام‌ترین رقبای خود گریست. مورخ کازوتو هونگو معتقد بود که علیرغم مزیت دکترین‌های نظامی پیشرفته و سیستم‌های مدیریتی که توسط شینگن ایجاد شده بود، تلاش‌های او برای رونق دادن به خود خاندان تاکدا شکست خورد. هونگو بر شکست خاندان تاکدا در دوره شینگن برای ایجاد یک اقتصاد جنگی موفق تأکید دارد. بر پایه بررسی او تلاش ۲۰ ساله شینگن برای تحت سلطه درآوردن ولایت شینانو به همراه سلسله درگیری‌های طاقت‌فرسای شینگن در برابر رقیبش، کنشین، در نهایت فقط منجر به تسلط بر مناطقی می‌شود که تولید ناخالص برنج سالانه آن حداکثر ۶۰۰٬۰۰۰ ککو به‌عنوان درآمد حاصل می‌شود که به این معنا است که از نظر اقتصادی بسیج نظامی خاندان تاکدا حداکثر توانایی داشتن تنها ۲۰٬۰۰۰ سرباز برای هر لشکرکشی داشته است. این برخلاف توانایی اقتصادی اودا نوبوناگا بود، که قبلاً ولایت مینو را تصرف کرده بود و می‌توانست تنها از همین یک ولایت سالانه حداقل ۶۵۰٬۰۰۰ ککو برنج تولید کند. دستیابی به تولید برنج بیشتر توسط نوبوناگا می‌تواند به این معنا باشد که او همیشه توانایی این را داشت که با توجه به جیره غذایی اضافی که دارد، ارتشی در حدود دو برابر ارتش شینگن را بسیج کند. علاوه بر این، وضعیت خاندان تاکدا که فقط استان‌های محصور در خشکی را کنترل می‌کرد با وضعیت نوبوناگا که به دریا و بندرها دسترسی داشت، در تضاد بود. دسترسی نوبوناگا به بندر ثروتمند و مرفه ساکای، به این معنی بود که او می‌توانست فناوری‌های نظامی و تجهیزات مدرن و بهتری برای ماشین جنگی خود نسبت به شینگن خریداری کند.
یکی از ماندگارترین ادای احترام به مهارت شینگن، ادای احترام خود توکوگاوا ایه‌یاسو بود؛ مشهور است که پس از به دست گرفتن رهبری ولایت کای در طول به قدرت رسیدن تویوتومی هیده‌یوشی، از نوآوری‌های دولتی و نظامی رهبر قدیمی تاکدا وام گرفته است. دو مورد قابل توجه از ادغام عناصر خاندان تاکدا در رژیم خاندان توکوگاوا وجود دارد. اولین مورد در جریان درگیری تنشو-جینگو (۱۵۸۲ میلادی) بین ایه‌یاسو و خاندان هوجو پس از مرگ اودا نوبوناگا بود. در آن زمان، ایه‌یاسو بسیاری از پیروان خاندان تاکدا را از خشم نوبوناگا که قتل‌عام را علیه آنها اعلام کرده بودند، در امان نگه داشت و آنها را پنهان کرد. هنگامی که خاندان هوجو و اوئه‌سوگی به کای و شینانو حمله کردند، این دسته از ملازمان خاندان تاکدا بلافاصله وفاداری خود را با ایه‌یاسو اعلام کردند و حداقل ۸۰۰ نفر از ملازمان سابق خاندان تاکدا در طول جنگ به صفوف ارتش توکوگاوا پیوستند و با خاندان هوجو جنگیدند. پس از آن و پس از جنگ، ایه‌یاسو بلافاصله یک مراسم سوگند خون را با ملازمان سابق خاندان تاکدا ترتیب داد تا وفاداری خود را به خاندان توکوگاوا اعلام کنند.
دومین مورد از ادغام ملازمان خاندان تاکدا در ۱۳ نوامبر ۱۵۸۵ رخ داد، زمانی که ایشیکاوا کازوماسا که از ملازمان اصلی ایه‌یاسو و آگاه از تمامی اسرار نظامی او بود، به ملازم و رقیب سیاسی یه‌یاسو تویوتومی هیده‌یوشی تبدیل شد. این امر باعث شد که ایه‌یاسو اصلاحات اساسی در ساختار حکومت نظامی خاندان توکوگاوا انجام دهد و سیستم اداری و دکترین‌های نظامی‌ای را که شینگن اعمال می‌کرد را به‌عنوان هسته اصلی دولت خود انتخاب کرد. ابتدا ایه‌یاسو به توری موتوتادا، که به‌عنوان قاضی شهرستان کای خدمت می‌کرد، دستور داد تا قوانین نظامی، سلاح و تجهیزات نظامی را از زمان تاکدا شینگن جمع‌آوری کند و بعداً آنها را به قلعه هاماماتسو بیاورد. او همچنین به همه ملازمان سابق تاکدا که اکنون به او خدمت می‌کردند، دستور داد که هر گونه دکترین و ساختار نظامی را که در طول خدمت خود در خاندان تاکدا می‌دانستند، به او منتقل کنند. در نهایت، او به سه ژنرال اصلی خود که به اصطلاح « پادشاهان آسمانی توکوگاوا» معروف هستند، ای نائوماسا، هوندا تاداکاتسو و ساکاکیبارا یاسوماسا، دستور داد به‌عنوان فرمانده عالی این هنگ‌های نظامی جدید خدمت کند.
آن آموزه‌های دولت‌سازی که ایه‌یاسو از ملازمان سابق شینگن به کار گرفت و آموخت، در درازمدت برای او بسیار سودمند بود مانند زمانی که ایه‌یاسو در سال ۱۵۹۰ پایگاه قدرت خود را به منطقه کانتو انتقال داد، او دفاتر جدیدی مانند «هاچیئوجی سن نین-دوشین» تأسیس کرد. «هاچیئوجی سن نین-دوشین» از اعضای جداشدهٔ ۹ خاندان کوچک از ملازمان تاکدا تشکیل شده بود، این گروه به‌عنوان مدافع ولایت کای به خدمت صادقانه به خاندان توکوگاوا ادامه دادند. «هاچیئوجی سن نین-دوشین» حتی پس از مرگ ایه‌یاسو به خاندان توکوگاوا خدمت می‌کردند، تا زمانی که در طول بازسازی می‌جی در سال ۱۸۶۸ منحل شدند. در ابتدا اعضای این گروه شامل ۲۵۰ مرد بود. سپس پس از انتقال ایه‌یاسو به منطقه کانتو، به ۵۰۰ نفر افزایش یافت. بعداً به‌عنوان ملازمان قلعه هاچیئوجی منصوب شدند و تعداد اعضای آنها از ۵۰۰ نفر به ۱۰۰۰ نفر افزایش یافت، بنابراین دلیلی شد که آنها را «هاچیئوجی سن نین-دوشین» (۱۰۰۰ افسر هاچیئوجی) نامیدند.
مورخی مانند میچیفومی ایسودا معتقد است که یکی از عواملی که باعث شد خاندان توکوگاوا بتواند ژاپن را فتح کند، الحاق ملازمان سابق خاندان تاکدا به خدمت رژیم نظامی ایه‌یاسو به ویژه تحت فرمان ژنرال او، ای نائوماسا، بود. در حالی که مورخ تاریخ ژاپن، دایمون واتانابه نیز به‌طور مشابه اظهار می‌دارد که سامورایی‌های ولایت کای تأثیر زیادی بر تسلط ایه‌یاسو بر ژاپن داشته‌اند. بر اساس حکایتی از میشو گنکوروکو (مجموعه سخنان و کردار فرماندهان بزرگ در تاریخ ژاپن)، زمانی که نوبوناگا یکی از فرماندهان تاکدا کاتسویوری را به ایه‌یاسو فرستاد، ایه‌یاسو در مقابل پیروان سابق خاندان تاکدا به سر خود اشاره کرد و گفت اگرچه کاتسویوری پسر بیولوژیکی شینگن بود، اما این «جانشین معنوی» شینگن است.

## خانواده
- پدر: تاکدا نوبوتورا (۱۴۹۴–۱۵۷۴)
- مادر: اوی نو کاتا
- برادران: (ده برادر)

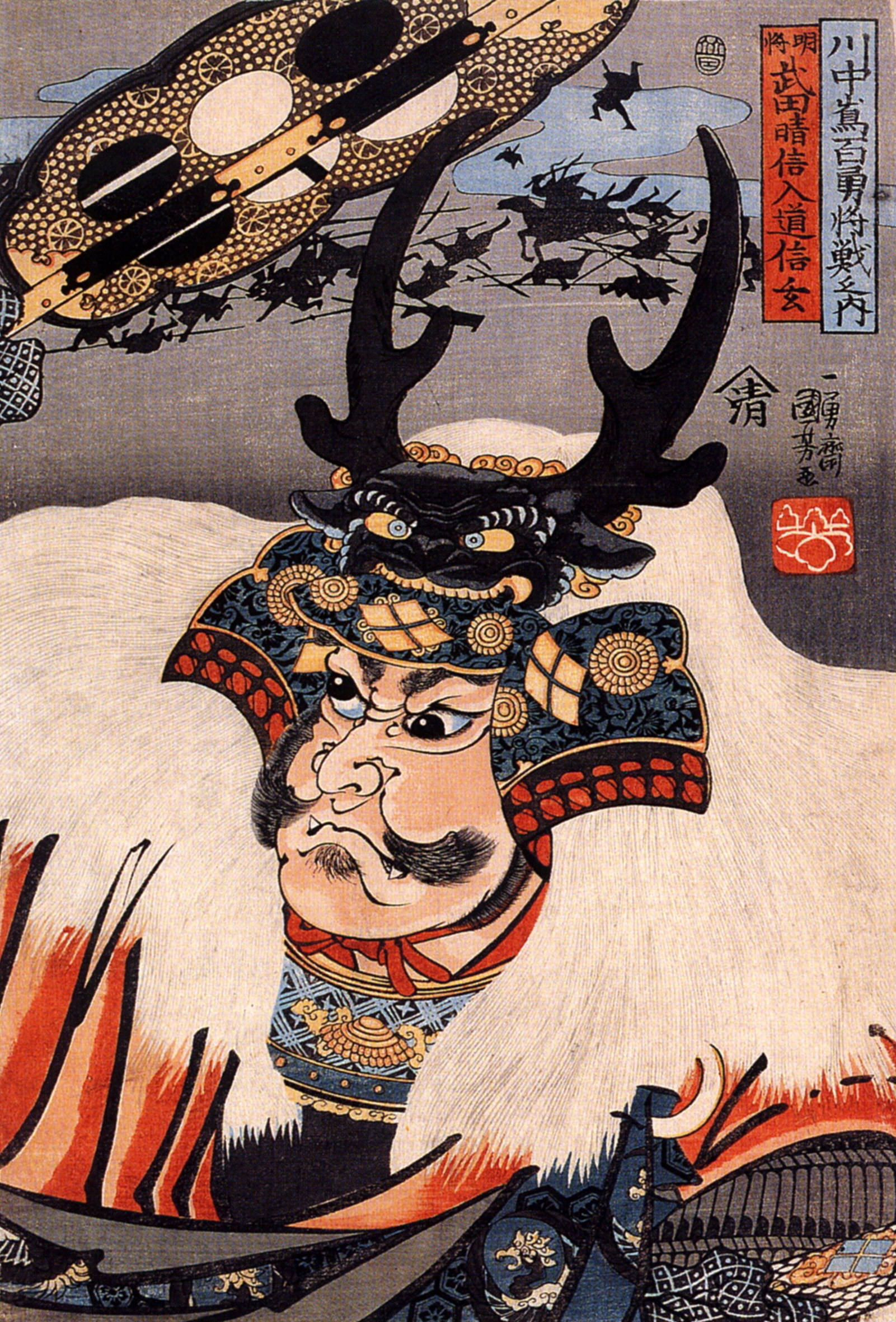
تصویری نقاشی شده از تاکدا شینگن

  - تاکدا تاکه‌ماتسو (۱۵۲۳–۱۵۱۷ پسر ارشد)
  - تاکدا اینوچیو (۱۵۲۹–۱۵۲۳)
  - تاکدا نوبوشیگه (۱۵۶۱–۱۵۲۵)
  - تاکدا نوبوکادو (۱۶ آوریل ۱۵۸۲–۱۵۲۹)
  - ماتسوئو نوبوکوره (۱۵۷۱–۱۵۳۰)
  - تاکدا نوبوآکی (مرگ ۱۵۸۲)
  - تاکدا نوبوزانه (۱۵۷۵– دهه ۱۵۳۰)
  - ایچیجو نوبوتاتسو (۲ آوریل ۱۵۸۲–۱۵۳۹)
  - تاکدا نوبوتومو (۳۰ مارس ۱۵۸۲–۱۵۴۲)
  - تاکدا سوچی (تولد و مرگ نامشخص)
- خواهران:
  - جوکی-این (۵۰–۱۵۱۹) با ایماگاوا یوشیموتو ازدواج کرد.
  - نانشو-این دونو (南松院殿) (تولد ۱۵۲۰– مرگ نامشخص) با آنایاما نوبوتومو ازدواج کرد.
  - ننه گوریونین (۱۵۴۳–۱۵۲۸) با سووا یوریشیگه ازدواج کرد.[۶۴]
- همسران و فرزندان
- در سال ۱۵۳۳، شینگن در سن ۱۲ سالگی با دختر اوئه‌سوگی توموئوکی به‌عنوان همسر اصلی (سی‌شیتسو) ازدواج کرد. با این حال، در سال ۱۵۳۴ در هنگام زایمان، دختر اوئه‌سوگی توموئوکی و فرزندش به دلیل زایمان سخت مردند.[۶۵]
- سانجونوکاتا، همسر کی‌شیتسو/ (زن اصلی بعد از مرگ یا طلاق زن اصلی نخست)
  - تاکدا یوشی‌نوبو پسر ارشد[۶۶]
  - تاکدا نوبوچیکا پسر دوم
  - اوبا-این/اومه هیمه دختر ارشد (همسر هوجو اوجیماسا)
  - تاکدا نوبویوکی پسر سوم
  - کنشو-این دومین دختر، همسر (آنایاما نوبوکیمی یکی از بیست و چهار ژنرال تاکدا شینگن)
- سووا گوریونین، همسر غیراصلی سوکوشیتسو
  - تاکدا کاتسویوری/(سووا کاتسویوری) (مرگ ۳ آوریل ۱۵۸۲- تولد ۱۵۴۶ میلادی)، چهارمین پسر جانشین شینگن
- آبوراکاوا فوجین، همسر غیراصلی سوکوشیتسو
  - شینریو-این سومین دختر، همسر (کیسو یوشیماسا) یکی از بیست و چهار ژنرال تاکدا شینگن)، در برخی از منابع نام مادر او سانجونوکاتا ذکر شده است.
  - تاکدا مورینوبو/نیشینا مورینوبو، پنجمین پسر
  - کیکوهیمه (همسر اوئه‌سوگی کاگه‌کاتسو) پنجمین دختر، (همسر اصلی اوئه‌سوگی کاگه‌کاتسو)
  - شین شونی/ماتسوهیمه ششمین دختر (نامزد با اودا نوبوتادا)
  - کاتسورایاما نوبوسادا ششمین پسر
- نزوگوریونین، همسر غیراصلی سوکوشیتسو
  - تاکدا نوبوکیو هفتمین پسر[۶۴]

## در فرهنگ عامه
کتاب
- زندگی او موضوع رمانی تاریخی تحت عنوان رمان تاکدا شینگن اثر جیرو نیتتا است که در سال ۱۹۸۸ برای درام مجموعه تلویزیونی تایگای تاکدا شینگن از این رمان اقتباس شده است.[۶۷]

فیلم سینمایی
- نسل‌های دهقانان کشاورز که برای مبارزه با نبردهای تاکدا شینگن به جنگجویان تبدیل می‌شوند، در فیلم ۱۹۶۰ رودخانه فوئه‌فوکی ساخته کارگردان کیسوکه کینوشیتا بر پایه رمانی از شیچیرو فوکوزاوا به تصویر کشیده شده است.[۶۸]
- زندگی شینگن در فیلم پرچم‌های سامورایی محصول ۱۹۶۹، از نگاه ژنرال و استراتژیست او یاماموتو کانسوکه به تصویر کشیده شده است.[۶۹]
- نبردهای تاکدا با اوئه‌سوگی کنشین در فیلم آسمان و زمین به تصویر کشیده شده است.[۷۰]
- حوادث پس از مرگ تاکدا شینگن در فیلم کاگه‌موشا اثر آکیرا کوروساوا به تصویر کشیده شده است.[۳]

فیلم‌های تلویزیونی
- زندگی شینگن در سال ۱۹۸۸، مجموعه تلویزیونی تایگای تاکدا شینگن از تبعید پدر تا زمان مرگ به تصویر کشیده شده است.[۷۱]
- در مجموعه تلویزیونی تایگای فورین کازان، زندگی یکی از بیست و چهار ژنرال تاکدا شینگن یاماموتو کانسوکه و ارتباط او با شینگن به تصویر کشیده شده است.[۷۲][۷۳]
- در هفتمین مجموعه تلویزیونی تایگا در سال ۱۹۶۹، آسمان و زمین بخشی از زندگی شینگن در ارتباط با اوئه‌سوگی کنشین به تصویر کشیده شده است.[۷۴]

پویانمایی
- او شخصیت اصلی انیمه سنگوکو باسارا: ضیافت آخر و سنگوکو باسارا: شاهان سامورایی است که با قدرتی مافوق بشری نشان داده می‌شود.[۷۵]

بازی‌های کامپیوتری و ویدئویی
- جناح شینگن یک جناح در شوگون: جنگ تمام‌عیار و جنگ تمام‌عیار: شوگون ۲ است.[۷۶]
- تاکدا شینگن در فرنچایزهای ویدیویی جنگ‌جویان سامورایی و سنگوکو باسارا و در انیمه سنگوکو باسارا: شاهان سامورایی حضور داشته است سریال اوروچی یک شخصیت قابل بازی در پیروزی پوکمون (پوکمون + جاه طلبی نوبوناگا در ژاپن) است که شریک او پوکمون و گرودون هستند.[۷۷][۷۸]
- تاکدا شینگن به‌عنوان رایدر خدمتکار در فیت/گراند اوردر قابل احضار است.[۷۹]
- تاکدا شینگن یک واحد نادر اوبر در بازی گربه‌های نبرد است. او در حال حمل یک تبر یا شمشیر عظیم است.[۸۰]

## جشنواره شینگن کو

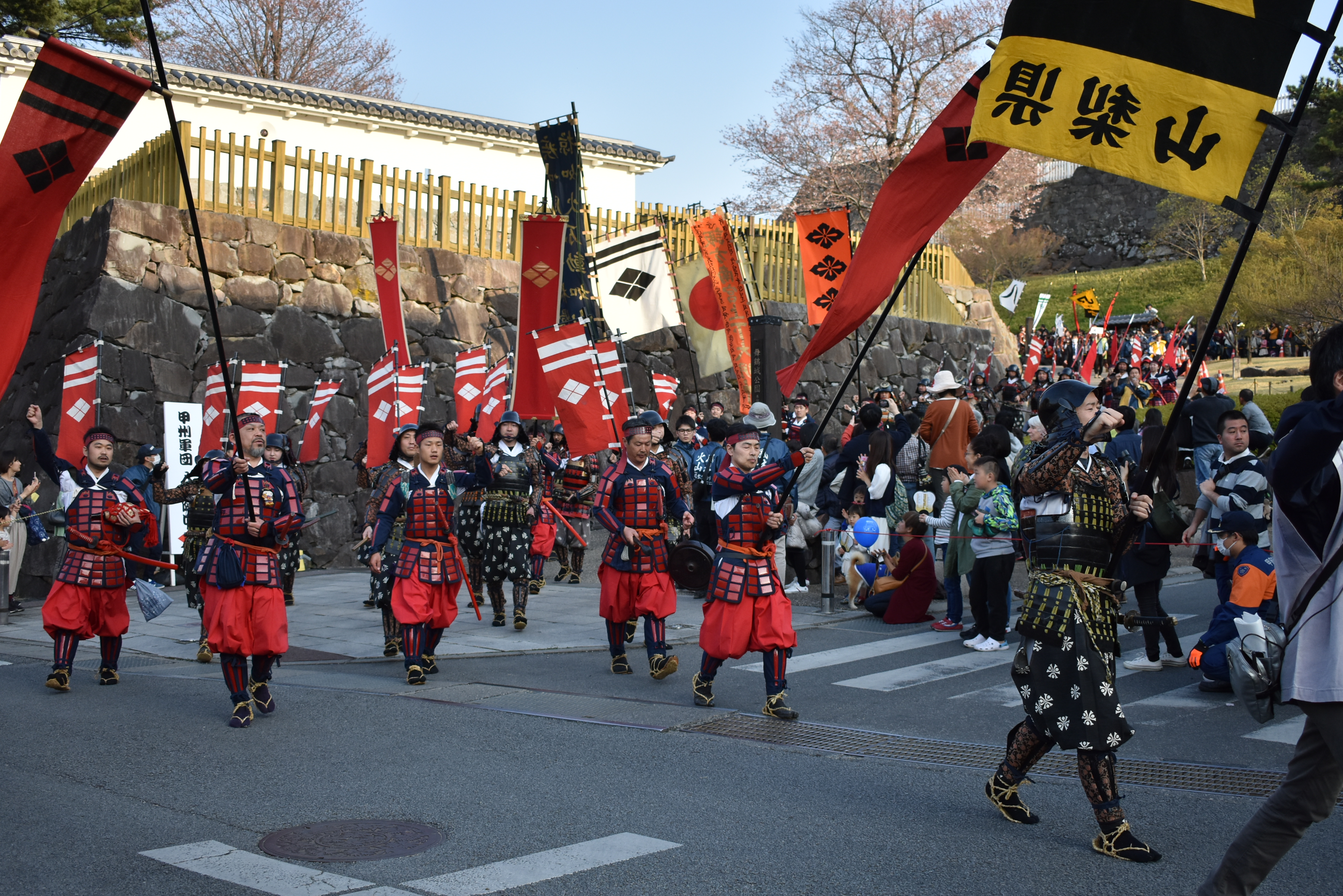
جشنواره شینگن‌کو – سپاه ارتش در مقابل قلعه کوفو (۲۰۱۹)

جشنواره شینگن‌کو یک جشنواره سه روزه است که در آخر هفته اول یا دوم آوریل آغاز می‌شود. برگزارکنندگان لباس‌هایی به سبک دوره سنگوکو می‌پوشند و بازیگری نقش تاکدا شینگن را بازی می‌کند که توسط بیست و چهار ژنرال تاکدا احاطه می‌شود. برگزارکنندگان جشن از میدان مقابل ایستگاه کوسو از طریق خیابان‌های کوفو، یاماناشی به سوی قلعه کوفو راهپیمایی می‌کنند. در پایان روز سوم در معبد تاکدا مراسم آیین شینتو در سالگرد مرگ تاکدا شینگن برگزار می‌شود.

## منبع‌شناسی
- کویو گونکان یک کتاب تاریخی در مورد رخدادهای نظامی در خاندان تاکدا است که عمدتاً توسط کوساکا ماسانوبو یکی از چهار پادشاه آسمانی تاکدا (در دوره متأخر) نوشته شده و در سال ۱۶۱۶ توسط اوباتا کاگه‌نوری تکمیل شده است. اطلاعات این کتاب برخی توصیفات دقیق و آمار جنگ در دوره سنگوکو را در اختیار قرار می‌دهد. اصطلاح بوشیدو برای اولین بار در کویو گونکان استفاده شد. شینگن پس از مرگش این کتاب را به جا گذاشت تا دارایی‌های دانشی مانند آرمان‌های خانواده تاکدا، تاریخ، علوم نظامی و آداب و رسوم را به ملازمی که به تاکدا کاتسویوری کمک می‌کردند، منتقل کند.[۲۱]
- کای کوکوشی یک کتاب تاریخی توپوگرافی دوره ادو است که در ۱۸۱۴ میلادی تکمیل شد. به مردم، مکان‌های باستانی، زیارتگاه‌ها و معابد بودایی ولایت کای پرداخته است. این کتاب برای تحقیق در مورد خاندان تاکدا مفید است.[۶۷]

## گاهشماری زندگی شینگن
| تقویم غربی | تقویم ژاپنی                         | سن        | رویداد |
| ---------- | ----------------------------------- | --------- | --- |
| ۱۵۲۱       | سال هیجدهم ایشو / سال اول دایئی     | زمان تولد | او در ولایت کای (استان یاماناشی کنونی) به‌عنوان پسر ارشد تاکدا نوبوتورا به دنیا آمد و نام او «کاتسوچیو» بر او نهاده شد. به‌طور دقیق، تصور می‌شود که او به دلیل مرگ زودهنگام برادر بزرگترش، تاکدا تاکه‌ماتسو، پسر ارشد شده است و فرض بر این است که در این زمان او هنوز حق وارث ریاست خانواده تاکدا را نداشت. |
| ۱۵۲۵       | سال پنجم دایئی                      | ۴ ساله    | برادر کوچکتر او تاکدا نوبوشیگه به دنیا آمد. توجه و علاقه پدر به برادر کوچکتر منتقل می‌شود. |
| ۱۵۳۳       | سال دوم تنبون                       | ۱۲ ساله   | او با دختر اوئه‌سوگی توموئوکی، ارباب قبلی قلعه ادو به‌عنوان همسر اصلی (سی‌شیتسو) ازدواج می‌کند. قلعه ادو توسط ملازم خاندان اوئه‌سوگی، اوتا دوکان در سال ۱۴۵۷ ساخته شده بود اما این قلعه در سال ۱۵۲۴ پس از محاصره ادو تحت کنترل خاندان هوجوی اخیر قرار گرفته بود. در سال ۱۵۳۳، خاندان تاکدا با خاندان یامانوئوچی اوئه‌سوگی برای حمله به هوجو اوجی‌تسونا همکاری می‌کردند. |
| ۱۵۳۶       | سال پنجم تنبون                      | ۱۵ ساله   | در شب سال نو، او نام خود را به «هارونوبو» تغییر داد و پس از مرگ همسر اولش در پی زایمان سخت؛ با سانجونوکاتا به‌عنوان جانشین همسر اصلی قبلی (کی‌شیتسو) ازدواج کرد. |
| ۱۵۴۱       | سال دهم تنبون                       | ۲۰ ساله   | در نبرد اوننو تایرا شرکت کرد. او نوزدهمین رهبری خاندان تاکدا را به ارث می‌برد. |
| ۱۵۴۲       | سال یازدهم تنبون                    | ۲۱ ساله   | پدرش تاکدا نوبوتورا به ولایت ایماگاوا یوشیموتو تبعید شد. نبرد سزاوا آغاز شد. او حمله به قلمرو خاندان سووا را آغاز کرد. این حمله بین او و نیروهای مشترک دایمیوی ولایت شینانو سووا یوریشیگه و شوگوی ولایت شینانو اوگاساوارا ناگاتوکی رخ داد و موفق شد در این نبرد پیروز شود. |
| ۱۵۴۳       | (سال دوازدهم تنبون                  | ۲۲ ساله   | در طی محاصره ناگاکوبو به اوی ساداتاکا، ارباب قلعه ناگاکوبو در ولایت شینانو حمله کرد و او را مجبور به خودکشی کرد. |
| ۱۵۴۴       | (سال سیزدهم تنبون                   | ۲۳ ساله   | داوری درگیری بین خاندان ایماگاوا و خاندان هوجوی اخیر (شورش کاتو). بستن اتحاد دوگانه تاکدا-هوجو بین کای/تاکدا و ولایت ساگامی/خاندان هوجوی اخیر |
| ۱۵۴۷       | (سال شانزدهم تنبون                  | ۲۶ ساله   | او در نبرد اوئه‌داهارا به پیروزی بزرگی بر نیروهای ترکیبی خاندان اوئه‌سوگی و خاندان اوگاساوارا دست یافت. پیوست به قوانین کوشو (قانون خاندان تاکدا) نوشته و صادر شد. |
| ۱۵۴۸       | (سال هفدهم تنبون                    | ۲۷ ساله   | در نبرد اوئه‌داهارا توسط ارتش خاندان موراکامی شکست خورد. در نبرد شیئوجیریتوگه، او ارتش اوگاساوارا ناگاتوکی را در ولایت شینانو شکست داد. |
| ۱۵۵۰       | (سال نوزدهم تنبون                   | ۲۹ ساله   | در طی محاصره قلعه توئیشی به قلمرو اوگاساوارا ناگاتوکی حمله کرد. او به قلعه توئیشی (در حال حاضر شهر اوئدا، استان ناگانو) حمله کرد، اما شکست سختی را متحمل شد. |
| ۱۵۵۱       | (سال بیستم تنبون                    | ۳۰ ساله   | بیشتر ولایت شینانو (استان ناگانو کنونی) به جز منطقه شمال تحت کنترل شینگن درآمد. |
| ۱۵۵۳       | (سال بیست و یکم تنبون               | ۳۲ ساله   | نبرد اول از نبردهای کاواناکاجیما بین شینگن و اوئه‌سوگی کنشین بر فراز منطقه شمال ولایت شینانو آغاز شد. |
| ۱۵۵۴       | (سال بیست و سوم تنبون               | ۳۳ ساله   | او از دختر ایماگاوا یوشیموتو به‌عنوان همسر قانونی پسر ارشدش تاکدا یوشینوبو استقبال کرد و اتحاد اتحاد سه‌گانه تاکدا-هوجو-ایماگاوا را تشکیل داد. دختر شینگن با پسر بزرگ هوجو اوجییاسو ازدواج کرد. |
| ۱۵۵۵       | سال بیست و چهارم تنبون/سال اول کوجی | ۳۴ ساله   | در نبردهای کاواناکاجیما، او یک بار دیگر با ناگائو کاگه‌تورا (نام بعدی اوئه‌سوگی کنشین) روبرو شد. |
| ۱۵۵۷       | سال سوم کوجی                        | ۳۶ ساله   | او به‌عنوان شوگوی (فرماندار) ولایت شینانو منصوب شد. |
| ۱۵۵۹       | سال دوم ایروکو                      | ۳۸ ساله   | او راهب شد و راهب اعظم معبد چوزن (کوفو) (شهر کوفو، یاماناشی کنونی، استان یاماناشی) به‌عنوان مربی او بود. |
| ۱۵۶۱       | سال چهارم ایروکو                    | ۴۰ ساله   | چهارمین نبرد از نبردهای کاواناکاجیما درگرفت. او ملازمان قدرتمند خود را از دست داد و خود شینگن نیز مجروح شد. |
| ۱۵۶۴       | سال هفتم ایروکو                     | ۴۳ ساله   | پنجمین نبرد از نبردهای کاواناکاجیما. اگرچه آنها با ارتش اوئه‌سوگی روبرو شدند، اما درگیری رخ نداد. |
| ۱۵۶۶       | سال نهم ایروکو                      | ۴۵ ساله   | او قلعه مینووا (شهر تاکاساکی کنونی، استان گونما) را تصرف کرد و بخش غربی ولایت کوزوکه را قلمرو خود کرد. |
| ۱۵۶۸       | سال یازدهم ایروکو                   | ۴۷ ساله   | در دسامبر شینگن به‌طور مشترک با توکوگاوا ایه‌یاسو از ولایت میکاوا، که قول تقسیم قلمرو ایماگاوا در ولایت توتومی را داده بود، به ولایت سوروگا حمله کردند و ارتش ایماگاوا را در نبرد گردنه ساتتا شکست دادند به‌طور موقت ایماگاوا-کان (بعداً قلعه سونپو) اشغال شد. شینگن برای همکاری در تهاجم به سوروگا می‌خواست با ولایت ساگامی، هوجو اوجییاسو نزدیک شود، اما اوجییاسو برخلاف این خواسته نیروهایی را برای نجات خاندان ایماگاوا اعزام کرد و اتحاد دوگانه تاکدا-هوجو در سال ۱۵۶۸ منحل شد.                                                                                      |
| ۱۵۶۹       | سال دوازدهم ایروکو                  | ۴۸ ساله   | خاندان هوجوی اخیر با خاندان اچیگو-اوئه‌سوگی اتحاد اتسوسو تشکیل داد تا بر قلمرو تاکدا فشار بیاورد. علاوه بر این، درگیری با خاندان توکوگاوا بر سر قلمرو توتومی وجود داشت و در ماه مه ۱۵۶۹، توکوگاوا ایه‌یاسو با خاندان ایماگاوا صلح کرد و توکوگاوا ایه‌یاسو از تهاجم به ولایت سوروگا خارج شد. شینگن با نیروهای ضد خاندان هوجوی اخیر در منطقه کانتو شرقی اتحاد تشکیل داد و محاصره اوداوارا (۱۵۶۹) را در (شهر اوداوارا فعلی، استان کاناگاوا) انجام داد. خاندان هوجوی اخیر را در نبرد میماسه‌توگه شکست داد. او دوباره به ولایت سوروگا حمله کرد و کنترل سوروگا را به دست گرفت. |
| ۱۵۷۰       | سال سیزدهم ایروکو / سال اول گنکی    | ۴۹ ساله   | شینگن قلعه نیرایاما در ولایت ایزومی (شهر فعلی ایزونوکونی، شیزوئوکا، استان شیزوئوکا) را در ولایت سوروگا مورد حمله قرار داد، اما به دلیل دفاع هوجو اوجی‌یاسو نتوانست آن را تصرف کند. |
| ۱۵۷۱       | سال دوم گنکی                        | ۵۰ ساله   | شینگن به ولایت توتومی (استان شیزوئوکا غربی امروزی) و ولایت میکاوا (استان آیچی شرقی امروزی) حمله کرد و پنج قلعه را تصرف کرد، اما به دلیل سرفه خونی تاکدا شینگن، به کای بازگشت. پس از مرگ هوجو اوجی‌یاسو دوباره اتحاد بین دو خاندان تاکدا و هوجو برقرار شد. |
| ۱۵۷۲       | سال سوم گنکی                        | ۵۱ ساله   | راهب کاکونیو به او مقام راهبی گون نو سوجو (یکی از بالاترین رتبه‌ها در سلسله مراتب راهبان بودایی) داد. شینگن توکوگاوا ایه‌یاسو را در نبرد میکاتاگاهارا شکست داد. |
| ۱۵۷۳       | سال چهارم گنکی / سال اول تنشو       | ۵۲ ساله   | او به ولایت میکاوا حمله کرد و قلعه نودا (شهر شینشیرو، آیچی فعلی، استان آیچی) را تصرف کرد. پس از نبرد قلعه نودا حال او رو به وخامت گذاشت و هنگام بازگشت به کای درگذشت. |